# Mueve tu curul
Mueve tu curul fue un programa cómico y de sátira política con títeres de la televisión peruana, emitido durante dos décadas en diversos canales de televisión. El espacio fue creado por el comediante Arturo Álvarez y la productora Berlín Producciones.

## Antecedentes
El programa se inspiró en El barrio del movimiento, un espacio de títeres conducido por Rulito Pinasco que satirizaban la realidad política y cultural del momento, emitido por América Televisión a mediados de los años 1980. A su vez, este programa fue inspirado en la serie inglesa Spitting Image. Álvarez, junto a su hermano Carlos Álvarez y Jorge Benavides, trabajó en las voces de los personajes que aparecieron en este programa cómico. Por su parte, el artista plástico Jimmy Varga fue el encargado de crear los muñecos de espuma plástica. El barrio en movimiento tuvo una corta vida, y fue cancelado a los nueves meses de iniciar su emisión.
Existió además otro programa, del mismo tipo, que se estrenó en 1989 en ATV, Juntos pero no revueltos, que finalizó en 1990.

## Producción
La primera emisión del programa creado por el comediante Arturo Álvarez no está clara, pero se realizó a través de Global Televisión a inicios de los años 1990. El 12 de septiembre de 1995 pasó a ser parte de la programación de América Televisión.
El origen del nombre proviene de un programa que Álvarez tuvo en 1990 a través de Radio Panamericana, donde realizaba imitaciones vocales de personajes de la política peruana.
Los sketches, a diferencia de sus antecesores que tenían una duración de 1 hora, duraban aproximadamente dos minutos, y se emitían varias veces al día.
Los muñecos fueron elaborados por Nelson Pinedo Ayala, y costaban alrededor de 250 dólares en 1995. Su fabricación se realizaba en un armazón de dunlopillo, que posteriormente tras el trabajo de darle forma a las facciones, era recubierto con una capa de látex que le otorgaba una textura parecida a la piel humana. Tras su creación, se procedía a pintarlos, ponerles el pelo y vestirlos. Para mover cada muñeco se necesitaba de un titiritero para el movimiento de la cabeza y el manejo de la boca, y otro para los brazos.
Además de sátira política, el programa presentaba humor o chistes protagonizados por personajes conocidos de la política y el espectáculo, como Alan García, Susy Díaz, Alejandro Toledo, Jorge del Castillo, entre otros. El programa fue emitido durante el Fujimorato, y uno de los principales personajes que eran satirizados fue el presidente peruano Alberto Fujimori, sin embargo, la producción nunca se vio presionada ni censurada.
Tras una década en el aire, y pasar por varios canales de televisión, Mueve tu curul fue retirado del aire a inicios de la década del 2000. Existió un intento de revivir el formato en Frecuencia Latina entre los años 2009 y 2010, pero el proyecto no prosperó.